# Письменська селищна рада
Письме́нська се́лищна ра́да — орган місцевого самоврядування в Васильківському районі Дніпропетровської області. Адміністративний центр — селище міського типу Письменне.

## Загальні відомості
- Населення ради: 2 855 осіб (станом на 2001 рік)

## Населені пункти
Селищній раді підпорядковані населені пункти:
- смт Письменне
- с. Вербівське
- с. Возвратне
- с. Воронізьке
- с. Дібрівка
- с. Зелений Гай
- с. Іванівське
- с. Тихе
- с. Луб'янці
- с. Новоіванівка
- с. Рубанівське
- с. Солонці
- с. Шевченківське

## Склад ради
Рада складається з 20 депутатів та голови.
- Голова ради: Кравець Юрій Вікторович
- Секретар ради: Міщенко Ольга Данилівна

### Керівний склад попередніх скликань
| Прізвище, ім'я, по батькові | Основні відомості                                                | Дата обрання | Дата звільнення |
| --------------------------- | ---------------------------------------------------------------- | ------------ | --------------- |
| Мудрак Тетяна Федорівна     | Селищний голова, 1966 року народження, член Партії регіонів      | 26.03.2006   | 01.10.2008      |
| Кравець Юрій Вікторович     | Селищний голова, 1976 року народження, освіта вища, безпартійний | 15.03.2009   | 31.10.2010      |
| Кравець Юрій Вікторович     | Селищний голова, 1976 року народження, освіта вища, безпартійний | 31.10.2010   |                 |

Примітка: таблиця складена за даними сайту Верховної Ради України

### Депутати
За результатами місцевих виборів 2010 року депутатами ради стали:

#### За суб'єктами висування
| Суб'єкт висування | Кількість обраних депутатів | %   |
| ----------------- | --------------------------- | --- |
| Партія регіонів   | 20                          | 100 |

#### За округами
| № округу        | Прізвище, ім'я, по батькові   | Дата визнання обраним | Освіта             | Партійна приналежність | Відомості про обраного депутата                                                |
| --------------- | ----------------------------- | --------------------- | ------------------ | ---------------------- | ------------------------------------------------------------------------------ |
| Партія регіонів |                               |                       |                    |                        |                                                                                |
| 1               | Коваленко Ніна Петрівна       | 01.11.2010            | середня            | член Партії регіонів   | ООО «Днепрагростандарт», вагарь                                                |
| 2               | Довгань Валентина Михайлівна  | 01.11.2010            | середня спеціальна | член Партії регіонів   | пенсіонер                                                                      |
| 3               | Опришко Наталія Олександрівна | 01.11.2010            | середня спеціальна | член Партії регіонів   | Письменська амбулаторія загальної практики — сімейної медицини, медична сестра |
| 4               | Платонов Анатолій Михайлович  | 01.11.2010            | вища               | член Партії регіонів   | пенсіонер                                                                      |
| 5               | Швець Людмила Михайлівна      | 01.11.2010            | середня            | член Партії регіонів   | пенсіонер                                                                      |
| 6               | Гладкий Віталій Федорович     | 01.11.2010            | вища               | член Партії регіонів   | Письменська амбулаторія загальної практики — сімейної медицини, головний лікар |
| 7               | Міщенко Ольга Данилівна       | 01.11.2010            | середня спеціальна | член Партії регіонів   | Письменська селищна рада, секретар                                             |
| 8               | Піліпський Михайло Васильович | 01.11.2010            | середня            | член Партії регіонів   | ТОВ «Стандарт Україна», охоронець                                              |
| 9               | Коваль Неллі Іванівна         | 01.11.2010            | середня спеціальна | член Партії регіонів   | пенсіонер                                                                      |
| 10              | Микуляк Василь Петрович       | 01.11.2010            | середня спеціальна | член Партії регіонів   | фермерське господарство «Фотіна», голова                                       |
| 11              | Мезенцева Ірина Володимирівна | 01.11.2010            | середня спеціальна | член Партії регіонів   | Письменська загальноосвітня школа, вчитель                                     |
| 12              | Аврамова Світлана Вікторівна  | 01.11.2010            | середня спеціальна | член Партії регіонів   | Письменська селищна рада, головний бухгалтер                                   |
| 13              | Хорт Людмила Іванівна         | 01.11.2010            | середня спеціальна | член Партії регіонів   | Письменська селищна рада, бухгалтер                                            |
| 14              | Гладка Ірина Миколаївна       | 01.11.2010            | вища               | член Партії регіонів   | Письменська селищна рада, землевпорядник                                       |
| 15              | Товстонос Любов Петрівна      | 01.11.2010            | вища               | член Партії регіонів   | Авангардська загальноосвітня школа, директор школи                             |
| 16              | Лисенко Олександр Григорович  | 01.11.2010            | вища               | член Партії регіонів   | «Сортодослідна станція», директор                                              |
| 17              | Догонова Тетяна Михайлівна    | 01.11.2010            | середня спеціальна | член Партії регіонів   | пенсіонер                                                                      |
| 18              | Полякова Наталія Георгіївна   | 01.11.2010            | вища               | член Партії регіонів   | Вербівська амбулаторія загальної практики — сімейної медицини, головний лікар  |
| 19              | Ушакова Віра Леонідівна       | 01.11.2010            | вища               | член Партії регіонів   | ТОВ «Авангард», головний бухгалтер                                             |
| 20              | Сєдих Ольга Олексіївна        | 01.11.2010            | вища               | член Партії регіонів   | ТОВ «Авангард», головний економіст                                             |